# Eliane Salden-Otten
Eliane Salden-Otten (Enschede, 14 november 1973) is een Nederlands boogschutter.
Salden begon met boogschieten in 2006 als nieuwe hobby, ze bleek zoveel talent te hebben dat ze in 2007 werd toegelaten tot de kernploeg van het boogschieten. Se schiet met een recurveboog. Ze heeft een aangeboren heupafwijking (dysplasie en luxatie) en kwam daardoor in aanmerking voor de gehandicaptensport. Bij het WK in Korea (2007) werd ze zesde. Op het IPC-toernooi in Tsjechië (juli 2008) won ze de gouden medaille. Salden kwalificeerde zich op de FITA-wedstrijd in Asten (juni 2008) voor de Paralympische Zomerspelen in Peking (2008). Ze wist daar door te dringen tot de kwartfinales, waar ze werd uitgeschakeld door de Koreaanse Hwa Sook Lee.
Salden-Otten is in het dagelijkse leven hondenfokker